# Chronologie du Népal

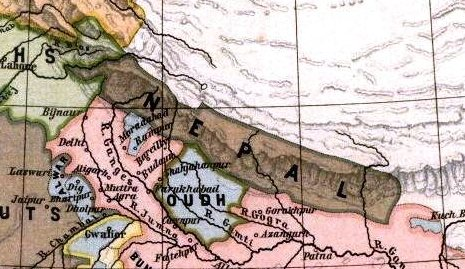
Carte politique de l'Empire du Népal (Gorkha) 1805 AD

## Avant 1100
- Vers le VIIe siècle av. J.-C. : date supposée de l'installation des Kirata, dynastie tibétaine dans la vallée de Katmandou.
- 566 av. J.-C.-466 av. J.-C. : vie de Bouddha (né peut-être à Lumbini au Népal)
- 250 av. J.-C. : fondation de la ville de Patan
- 400-750 : la dynastie Lichhavi règne sur le sud du Népal et le nord du Magadha. Naissance de l'art népalais.

## Années 1100
- 1100-1484 : les rois Malla gouvernent l'ouest du pays.
- 1184-1196 : règne du roi Kama Deva de la dynastie des Thakur, fondateur de la ville de Katmandou (Kantipur).

## Années 1200
- 1200-1216 : Arimalla, le premier monarque de la dynastie Malla gouverne dans la vallée de Katmandou.

## Années 1300
- 1349 : les musulmans dévastent la vallée de Katmandou.
- 1382-1422 : règne du roi Jayastithi Malla.

## Années 1400
- 1400 : le roi Jayastithi Malla introduit le système hindou des castes au Népal. Le Népal, jusqu'alors bouddhiste, s'hindouise.
- 1422-1427 : règne du roi Jyotir Malla.
- 1427-1480 : règne du roi Yashka Malla.
- 1480 : le roi Yashka Malla divise son royaume entre ses fils.

## Années 1500
- 1559-1570 : règne de Dravya Shâh, fondateur d'un royaume Gurkha dans une vallée à l'ouest de Katmandou. Il s'agit de Rajpouts qui ont fui l'Empire moghol.

## Années 1600
- 1618-1661 : règne de Siddhi Narsing à Patan.
- 1640-1673 : règne de Pratapa Malla à Katmandou. Premiers contacts avec les Européens.
- 1696-1722 : règne de Bhupatindra Malla à Bhadgaon (Bhaktapur).

## Années 1700
- 1768-1722 : règne de Prithivi Narayan, roi Gurkha, fondateur de la dynastie Shah et unificateur du Népal.
- 1790 : les Gurkha attaquent le Tibet.
- 1792 : les Chinois  envahissent le Népal ; traité de Nawakot avec la Chine ; les Gurkha combattent les Britanniques dans le Teraï.

## Années 1800
- 1815 : guerre anglo-népalaise.
- 1816 : défaite népalaise devant les Britanniques à la suite de la guerre anglo-népalaise ; traité de Sagauli, les frontières actuelles du Népal sont fixées.
- 1846 : le Premier ministre Jung Bahadur Rana s'empare du pouvoir qui devient héréditaire. Le roi ne conserve qu'un rôle de représentation.
- 1850 : première visite d'un homme d'État népalais, Jung Bahadur, en Angleterre et en France.
- 1854 : guerre avec le Tibet.
- 1857 : le Népal apporte son aide aux Britanniques au cours de la révolte des Cipayes.

## Années 1900
- 1949 : le Népal commence à s'ouvrir aux étrangers.
- 1950 : le roi Thibuvan se réfugie en Inde.
- 1951 : le roi Thibuvan met fin à la dictature Rana.
- 1953 : première ascension de l'Everest, le 29 mai
- 1955-1972 : règne du roi Mahendra.
- 1959 : promulgation de la première constitution pluraliste
- 1960 : le roi Mahendra interdit tous les  partis et rejette la constitution
- 1972 : le roi Birendra accède au trône.
- 1975 : couronnement du roi Birendra.
- 1980 : le roi Birendra annonce un référendum après des émeutes pour un choix entre le système panchayat ou le multipartisme.
- 1989 : le roi déclare que l'interdiction des partis politiques est levée, qu'il laisse l'opposition diriger un gouvernement provisoire et qu'il accepte le rôle de monarque constitutionnel.
- 1991 : premières élections libres depuis 32 ans. Le parti du Congrès népalais l'emporte avec 110 sièges, le Parti communiste du Nepal-Union marxiste léniniste (CPN- UML) obtient 69 sièges.
- 1996 : début de la Guerre du Peuple Népalais.
- 1999 : Krishna Prasad Bhataharai est nommé Premier ministre.

## Années 2000
- 2001 : le prince héritier Dipendra assassine toute sa famille et se suicide. Son oncle, Gyanendra, impopulaire, est couronné roi.
- 2002 : Gyanendra dissout l'Assemblée et s'arroge les pleins pouvoirs. Le mouvement de révolte contre le roi prend de l'ampleur, soutenu par les partis d'opposition. La Belgique vend des armes au Népal
- 2006 : une grande grève générale est déclenchée le 6 avril. La pression de la rue fait alors plier le roi, qui réinstaure le parlement dans ses droits (le 24 avril). Le parlement vote aussitôt dans les semaines qui suivent une série de lois supprimant de nombreuses prérogatives royales, ainsi que  le caractère sacrée de la monarchie qui est alors mise en sursis.
- 2007 : composition d’un nouveau gouvernement de transition. Ce gouvernement, comprend cinq ministres appartenant à l’ex-guérilla maoïste. Le 28 décembre, le Parlement provisoire approuve, à 270 voix contre 3, une résolution prévoyant l'abolition de la monarchie après l'élection, mi-avril 2008, d'une Assemblée chargée de rédiger une nouvelle Constitution et déclarant le Népal comme étant « un État fédéral, démocratique et républicain ».
- 2008 : L'élection d'une assemblée constituante, le 10 avril 2008, voit le triomphe des maoïstes qui enlèvent plus du tiers des 601 sièges à pouvoir. La séance inaugurale qui a lieu le 28 mai suivant consacre l'abolition de monarchie et l'instauration d'une  "République démocratique fédérale".